# Ilse Hunger
Ilse Hunger (geboren als Ilse Grimm; * 22. Mai 1910 in Leipzig-Lindenau; † 13. August 1989) war eine deutsche Widerstandskämpferin und Funktionshäftling im KZ Ravensbrück.

## Leben

### Jugend und Inhaftierung im KZ Ravensbrück
Ilse Grimm war die Tochter eines Malermeisters und hatte zwei Geschwister. Da sie nicht Lehrerin werden konnte, absolvierte sie eine Ausbildung als Stenotypistin und arbeitete ab November 1929 bei den Leipziger Stadtwerken. Bei Wanderungen lernte sie den Gewerkschafter Willi Hunger kennen. Beide wurden Mitglieder des „Bundes für proletarische Lebensformen“ der Wanderabteilung „Rot Front“ des Arbeitersportvereins Fichte und kamen dadurch in Kontakt zu KPD-Mitgliedern, Ilse wurde darüber hinaus Mitglied der „Roten Hilfe“. Nach der Machtergreifung durch die Nationalsozialisten wurde Grimm 1933 überprüft und fristlos entlassen, weil sie ihre Mitgliedschaft im Sportverein nicht angegeben hatte. 1935 heiratete Ilse Willi Hunger. Das Paar hielt weiter Verbindung zu der ehemaligen Mitgliedern des Sportvereins und lernte Kurt Gittel kennen, den Leiter des Kommunistischen Jugendverbands Deutschlands (KJVD) in Leipzig, der antifaschistische Publikationen verfasste, wobei ihm Ilse durch das Abschreiben von Texten und der illegalen Verteilung von Flugblättern half. Im Februar 1940 wurde ihr erster Sohn Werner geboren.
Am 25. Juni 1941 verhaftete die Gestapo zuerst Kurt Gittel und am 17. Juli das Ehepaar Hunger. Die Gruppe wurde im Januar 1942 wegen „Vorbereitung zum Hochverrat“ verurteilt, wobei Gittel im Prozess die Hauptschuld auf sich nahm. Ilse und Willi Hunger erhielten je eine einjährige Haftstrafe, Ilse im Frauengefängnis in Leipzig-Meusdorf, Willi in der JVA Berlin-Moabit. Willi Hunger wurde am Tag seiner Entlassung in das KZ Sachsenhausen deportiert und anschließend Ende 1942 in das Außenlager Gusen des KZ Mauthausen verbracht. Zeitweilig musste er Zwangsarbeit im KZ Auschwitz-Monowitz leisten.
Ilse Hunger wurde am 11. August 1942 direkt nach ihrem Haftende in das Frauen-KZ Ravensbrück zur „Schutzhaft“ deportiert, dort als politischer Häftling mit der Nummer 12991 registriert und erhielt den roten Winkel auf ihrer Häftlingskleidung. Sie musste schwere körperliche Arbeit in der nahegelegenen Luftmunitionshauptanstalt Fürstenberg leisten. Durch Vermittlung von Rosa Jochmann, Blockälteste des Blocks 3, erhielt sie Arbeit als Funktionshäftling im Büro „Arbeitseinsatz“, in dem Listen der Inhaftierten für Arbeitskommandos und Transporte zusammengestellt wurden. Durch Fälschungen von Karteikarten und Listen konnte sie zusammen mit Maria Berner und Anna Hand einige Inhaftierte vor dem Tod retten, darunter die Widerstandskämpferinnen Lisa Gavric, Antonie Lehr, Gerty Schindel und Edith Wexberg. Gesundheitlich angeschlagenen Inhaftierten vermittelte sie Tätigkeiten mit besseren Arbeitsbedingungen. Im März 1945 konnte sie einigen Inhaftierten falsche Identitäten verschaffen und half diesen so, auf einen Transport des Roten Kreuzes im Rahmen der Rettungsaktion der Weißen Busse am 22. April 1945 nach Schweden zu entkommen.
Die Stubenälteste Erna Lugebiel berichtete später über sie:
„Die Listen, die im Arbeitseinsatz ausgestellt wurden, hatte die Kameradin Ilse Hunger unter sich. Sie war der Engel, der hier wirkte. Sie nahm Namen von den Listen herunter, tauschte Häftlingsnummern aus. Durch diese Tricks wurden viele gerettet, konnten mit Nummern von Toten weiterleben.“
Im Dezember 1944 organisierte Hunger unter strengen Vorsichtsmaßnahmen zusammen mit anderen Inhaftierten eine Kinderweihnachtsfeier für etwa 400 Kinder die sich im KZ befanden. Als sich die Rote Armee ab dem 27. April näherte, räumte die SS das Lager und zwang die Inhaftierten auf einen Todesmarsch, etwa 3.000 schwerkranke Insassen verblieben im Lager. Zusammen mit Erika Buchmann konnte Hunger während des Todesmarsches fliehen. Nach der Befreiung des Lagers am 30. April 1945 kehrte sie zurück, verblieb noch einige Wochen im Lager und pflegte kranke Mitinhaftierte, die zu schwach für den Weg in ihre Heimat waren.

### Nachkriegszeit
Ende April 1945 kehrte ihr Mann Willi nach Leipzig zurück, Ilse folgte Ende Juni 1945. Sie wurde Mitglied der Kommunistischen Partei Deutschlands (KPD), später der Sozialistischen Einheitspartei Deutschlands (SED) und engagierte sich für die Nationale Mahn- und Gedenkstätte Ravensbrück.